# Nout Ingen Housz
Nout Ingen Housz is een Nederlands drummer en zanger.
Hij studeerde drums aan het Sweelinck Conservatorium te Amsterdam en behaalde zijn diploma in 1993. Datzelfde jaar won hij als lid van de groep Ninsk het Middelsee Jazzfestival. Ingen Housz deed zowel in binnen- als buitenland een brede speelervaring op. De meeste groepen waar hij in speelt zijn verwant aan de jazz. Hij maakte onder andere CD's met Ninsk, Ernst Glerum, Tetzepi Bigtet, Leo Bouwmeester, Egon Kracht, Jeroen Zijlstra en het Kwartet. Daarnaast is hij al jaren actief als leraar. Lessen op muziekscholen, jongerencentra, projecten met kinderen op basisscholen en een driedaagse workshop (2x per jaar) behoren daartoe. Hij maakt deel uit van de schoolconcertproductie "Het Jazztijdperk", een show rond de geschiedenis van jazzmuziek, die met veel succes op vele scholen en theaters speelt.